# Alena Prokopová
Alena Prokopová (* 1. května 1963 Praha) je česká filmová kritička, publicistka, dramaturgyně a blogerka, bývalá redaktorka časopisů Kinorevue, Filmový přehled nebo Cinema. Zabývala se především psaním o mainstreamovém filmu v poněkud intelektuálnějších souvislostech. Po odchodu z oboru se věnuje dramaturgii, kterou původně vystudovala, a kraniosakrální terapii.

## Studium a pracovní život

### Studium
Prokopová vystudovala FAMU, Katedru dramaturgie a scenáristiky. Absolvovala diplomovou prací věnovanou tvorbě Stevena Spielberga. Zde mimo jiné vyjadřuje pocit, že např. film Blízká setkání třetího druhu se nevylučuje s láskou k tvorbě Federica Felliniho a dalších klasických evropských filmových tvůrců.

### Publicistika a filmová kritika
Po ukončení studia začínala jako filmová historička v Národním filmovém archivu, kam se později dvakrát vrátila jako redaktorka Filmového přehledu. Většinu života však působila především v oblasti filmové kritiky a publicistiky. Své texty uveřejňovala v nejrůznějších periodikách, zvláště v deníku Lidové noviny a v časopisech Film a doba či Cinema. V roce 2009 si založila svobodný neplacený prostor k sebevyjádření na internetu - Alenčin blog. Od roku 2018 není blog aktualizován, protože přestala cítit potřebu psát. Blog nicméně podle jejího názoru poskytuje stále ještě dobrou představu o možnostech myšlení o filmu jedné ženy i dané doby.

### Výuka a další aktivity
Pedagogicky spolupracovala nebo spolupracuje s FAMU, Katedrou filmových studií na Filozofické fakultě Univerzity Karlovy, Metropolitní univerzitou a Filmovou akademií Miroslava Ondříčka v Písku. Od roku 1995 do roku 2015 vybírala filmy pro MFF Karlovy Vary. Jako expertka mj. spolupracuje se Státním fondem kinematografie, je členkou grantové komise magistrátu hlavního města Prahy.
Jako dramaturgyně externě spolupracovala s produkčními společnostmi Infinity Prague a 8Heads Productions či Film a sociologie. V roce 2012 začala dramaturgicky spolupracovat s tvůrčí producentskou skupinou Aleny Müllerové v České televizi, kde je nyní[kdy?] zaměstnaná. Podílela se tak mimo jiné na celovečerním uměleckém dokumentu Setkání s Libuší (2018), na dokumentu o lidech s diagnózou ALS Naděje až do konce (2022), na dvoudílném historickém filmu Anatomie zrady (2020) či prvním původním webovém seriálu ČT - teenagerovském seriálu TBH (2022).[zdroj?]
Jako dramaturgyně spolupracovala i na distribučních filmech, které ČT koprodukovala - mj. adaptace románového bestselleru Radky Třeštíkové Bábovky (2020), animovaný rodinný snímek Myši patří do nebe (2021), historické drama Služka (2023), příběh inspirovaný osudy Andrey Absolonové Její tělo (2023), osobitá adaptaci Conradova Srdce temnoty režiséra Davida Jařaba Hadí plyn (2023) nebo minimalistické drama Radima Špačka inspirované skutečnými událostmi Lesní vrah (2024). Nyní[kdy?] se dramaturgicky podílí i na realizaci dlouhodobě plánovaného projektu Jiřího Barty - kombinovaném snímku Golem, nebo na dobrodružném historickém filmu Fichtelberg, jehož autor - Šimon Koudela - s podporou TPS Aleny Müllerové už realizoval ceněný krátký film Trosečník (2019). S Martinem Kubou spolupracovala na jeho ceněném krátkém filmu Vinland (2022) a nyní dramaturgicky podporuje jeho celovečerní debut.[zdroj?]
Věnovala se výrobě šperků s filmovou tematikou, které prodávala na internetovém portálu.

## Dílo
V roce 1988 vydala svou zatím jedinou a možná poslední beletristickou knihu s názvem Za zrcadlem a s čím jsem se tam setkala, autobiograficky zabarvený povídkový soubor, který se zabývá tématy křehkosti světa dětství, dospívání a lásky - zkrátka mladistvou osamělostí a hledáním sebe sama.
Na objednávku nakladatele napsala dvě knihy portrétů hereckých hvězd - Charisma (nejpřitažlivější herecké hvězdy současnosti - 2009) a Hollywoodské top stars (2012). Domnívá se dodnes,[kdy?] že portréty filmových osobností jí vždycky docela dobře šly psát.[zdroj?]
Je také autorkou knihy Příběh filmu Kuky se vrací (2011), která se zabývá jednotlivými složkami kombinovaného rodinného filmu scenáristy a režiséra Jana Svěráka Kuky se vrací (2010).
S významnou českou filmovou novinářkou, překladatelkou a dlouholetou uměleckou ředitelkou karlovarského festivalu Evou Zaoralovou, kterou považuje za svou mentorku, pořídila knihu rozhovorů s názvem Eva Zaoralová - Život s filmem (2012).